# Lliga de Campions de la UEFA 2014–15
La Lliga de Campions de la UEFA 2014–15 fou la 60a edició del màxim torneig de futbol europeu de clubs organitzat per la UEFA, així com la 23a edició des que va canviar el nom de Copa d'Europa pel de Lliga de Campions.
La final de la competició es disputà a l'Estadi Olímpic de Berlín, Alemanya, on el FC Barcelona va derrotar la Juventus de Torí per 3–1 per guanyar el seu cinquè títol.
Aquesta va ser la primera temporada en la qual els clubs han de complir amb les regulacions de Fair Play financer per poder participar-hi. A més a més, per primera vegada els equips de Gibraltar poden competir-hi, després que la Federació gibraltarenya de futbol fos acceptada com a 54è membre de la UEFA durant el Congrés de la UEFA del maig de 2013. Se'ls concedí la presència en un anunci de la Lliga de Campions, on apareixia el Lincoln Red Imps, el campió de la Lliga gibraltarenya la temporada 2013-14.
El 17 de juliol de 2014, el comitè d'emergència de la UEFA va decidir que els equips ucraïnesos i els russos no es podrien enfrontar entre ells fins que no arribessin bones notícies en relació al conflicte obert entre aquests dos països. A més a més, a causa de la inestabilitat regional també es va decidir que els equips israelians no podrien allotjar partits de cap competició de la UEFA mentre durés el conflicte a Gaza. La normativa relativa a la suspensió per acumulació de dues tarjetes grogues es va modificar, precisant que a partir de llavors el comptador es tornaria a posar a zero a partir dels quarts de final, i que ja no es tindria en compte a partir de les semifinals. També va ser la primera temporada en què es va utilitzar un esprai per marcar faltes i barreres al camp, estrenat oficialment durant el Mundial del 2014.
El campió del torneig, el FC Barcelona, en la fase final va guanyar els campions anglès (Manchester City), francès (Paris Saint-Germain), alemany (Bayern München) i italià (Juventus FC).

## Assignació d'equips segons federació
Un total de 77 equips de 53 de les 54 Federacions membres de la UEFA van participar en la Lliga de Campions 2014-15 (l'excepció fou l'Associació de Futbol de Liechtenstein, que no organitzà cap lliga de futbol). El rànquing de Federacions, basat en el coeficient per país de la UEFA, es fa servir per determinar el nombre de participants de cada Federació:
- 1-3: 4 equips.
- 4-6: 3 equips.
- 7-15: 2 equips.
- 16-54 (excepte Liechtenstein): 1 equip.

El guanyador de la Lliga de Campions 2013-14 entra directament com a defensor del títol si no es classifica per a la 2014-15 en el campionat domèstic (a causa de la restricció segons la qual cap Federació pot tenir més de 5 equips disputant el campionat, en cas de ser un equip de les primeres tres classificades, entrarà en competició en comptes del quart classificat). En qualsevol cas, aquesta classificació no s'ha donat mai des que es va implantar, ja que els guanyadors s'han classificat directament.

### Rànquing de Federacions
De cara a la temporada 2014-15, les Federacions estaven classificades segons el coeficient UEFA de l'any 2013, que les puntuava a partir de les competicions europees disputades en el període entre les temporades 2008-09 a la 2012-13.
| Lloc | Federació                 | Coef.  | Equips |
| ---- | ------------------------- | ------ | ------ |
| 1    | Espanya                   | 88.025 | 4      |
| 2    | Anglaterra                | 82.963 | 4      |
| 3    | Alemanya                  | 79.614 | 4      |
| 4    | Itàlia                    | 64.147 | 3      |
| 5    | Portugal                  | 59.168 | 3      |
| 6    | França                    | 59.000 | 3      |
| 7    | Ucraïna                   | 49.758 | 2      |
| 8    | Rússia                    | 46.332 | 2      |
| 9    | Països Baixos             | 44.729 | 2      |
| 10   | Turquia                   | 34.500 | 2      |
| 11   | Bèlgica                   | 34.400 | 2      |
| 12   | Federació Grega de Futbol | 34.000 | 2      |
| 13   | Suïssa                    | 28.925 | 2      |
| 14   | Xipre                     | 26.833 | 2      |
| 15   | Dinamarca                 | 25.700 | 2      |
| 16   | Àustria                   | 25.375 | 1      |
| 17   | República Txeca           | 23.725 | 1      |
| 18   | Romania                   | 23.024 | 1      |

| Lloc | Federació            | Coef.  | Equips |
| ---- | -------------------- | ------ | ------ |
| 19   | Israel               | 22.875 | 1      |
| 20   | Belarús              | 20.875 | 1      |
| 21   | Polònia              | 20.750 | 1      |
| 22   | Coràcia              | 19.583 | 1      |
| 23   | Suècia               | 15.625 | 1      |
| 24   | Escòcia              | 15.191 | 1      |
| 25   | Sèrbia               | 14.625 | 1      |
| 26   | Eslovàquia           | 14.208 | 1      |
| 27   | Noruega              | 14.175 | 1      |
| 28   | Bulgària             | 12.250 | 1      |
| 29   | Hongria              | 11.750 | 1      |
| 30   | Eslovènia            | 9.708  | 1      |
| 31   | Geòrgia              | 9.166  | 1      |
| 32   | Azerbadjan           | 8.541  | 1      |
| 33   | Finlàndia            | 8.508  | 1      |
| 34   | Bòsnia i Hercegovina | 7.833  | 1      |
| 35   | Moldàvia             | 7.666  | 1      |
| 36   | Irlanda              | 7.375  | 1      |

| Lloc | Federació        | Coef. | Equips |
| ---- | ---------------- | ----- | ------ |
| 37   | Lituània         | 6.500 | 1      |
| 38   | Kazakhstan       | 5.958 | 1      |
| 39   | Letònia          | 5.791 | 1      |
| 40   | Islàndia         | 5.416 | 1      |
| 41   | Montenegro       | 5.250 | 1      |
| 42   | Macedònia        | 5.250 | 1      |
| 43   | Albània          | 4.166 | 1      |
| 44   | Malta            | 3.958 | 1      |
| 45   | Liechtenstein    | 3.500 | 0      |
| 46   | Luxemburg        | 3.375 | 1      |
| 47   | Irlanda del Nord | 3.083 | 1      |
| 48   | Gal·les          | 2.583 | 1      |
| 49   | Estònia          | 2.208 | 1      |
| 50   | Armènia          | 1.750 | 1      |
| 51   | Illes Fèroe      | 1.583 | 1      |
| 52   | Sant Marino      | 0.666 | 1      |
| 53   | Andorra          | 0.500 | 1      |
| 54   | Gibraltar        | 0.000 | 1      |

### Distribució
Des que el defensor del títol, el Reial Madrid, es va classificar per la fase de grups de la Champions (en quedar en tercera posició de la Lliga), la posició al sorteig reservada per ell va quedar vacant, motiu pel qual es van fer alguns canvis en la fase de classificació:
- El campió de la Federació 13a (Suïssa) passa directament de la tercera ronda de classificació a la fase de grups.
- El campió de la Federació 16a (Àustria) passa directament de la segona ronda de classificació a la tercera.
- Els campions de la Federació 47a (Irlanda del Nord) i 48a (Gal·les) passen directament a la primera ronda de classificació a la segona.

|                                           |                                           | Equips que entren en aquesta ronda                                                                                                   | Equips que han superat la ronda anterior                                                                     |
| ----------------------------------------- | ----------------------------------------- | --- | --- |
| Primera ronda de classificació (6 equips) | Primera ronda de classificació (6 equips) | - 6 campions de les federacions 49–54                                                                                                | |
| Segona ronda de classificació (34 equips) | Segona ronda de classificació (34 equips) | - 31 campions de les federacions 17–48 (excepte Liechtenstein)                                                                       | - 3 guanyadors de la primera ronda de classificació                                                          |
| Tercera ronda de classificació            | Campions (20 equips)                      | - 3 campions de les federacions 14–16                                                                                                | - 17 guanyadors de la segona ronda de classificació                                                          |
| Tercera ronda de classificació            | No campions (10 equips)                   | - 9 segons classificats de les federacions 7–15 - 1 tercer classificat de la federació 6                                             | |
| Ronda de Play-off                         | Campions (10 equips)                      | | - 10 guanyadors de la tercera ronda de classificació dels campions                                           |
| Ronda de Play-off                         | No campions (10 equips)                   | - 2 tercers classificats de les federacions 4–5 - 3 quarts classificats de les federacions 1–3                                       | - 5 guanyadors de la tercera ronda de classificació dels no campions                                         |
| Fase de grups (32 equips)                 | Fase de grups (32 equips)                 | - 13 campions de les federacions 1–13 - 6 segons classificats de les federacions 1–6 - 3 tercers classificats de les federacions 1–3 | - 5 guanyadors de la ronda de play-off dels campions - 5 guanyadors de la ronda de play-off dels no campions |
| Eliminatòries (16 equips)                 | Eliminatòries (16 equips)                 | | - 8 guanyadors de la fase de grups - 8 segons classificats de la fase de grups                               |

### Equips
| Fase de grups                  | Fase de grups          | Fase de grups          | Fase de grups    |
| ------------------------------ | ---------------------- | ---------------------- | ---------------- |
| Reial Madrid CF                | Bayern München         | Sporting CP            | Galatasaray      |
| Atlètic de Madrid              | Borussia Dortmund      | Paris Saint-Germain FC | RSC Anderlecht   |
| FC Barcelona                   | FC Schalke 04          | AS Monaco              | Olympiakos FC    |
| Manchester City FC             | Juventus FC            | FC Xakhtar Donetsk     | FC Basel         |
| Liverpool FC                   | AS Roma                | CSKA Moscou            |                  |
| Chelsea FC                     | SL Benfica             | AFC Ajax               |                  |
| Ronda de Play-off              |                        |                        |                  |
| Campions                       | No campions            | No campions            | No campions      |
|                                | Athletic Club          | Bayer Leverkusen       | FC Porto         |
| Arsenal FC                     | SSC Napoli             |                        |                  |
| Tercera ronda de classificació |                        |                        |                  |
| Campions                       | No campions            | No campions            | No campions      |
| APOEL FC                       | Lille OSC              | Beşiktaş JK            | AEL Limassol     |
| AaB                            | Dniprò Dnipropetrovsk  | Standard Liège         | FC Copenhagen    |
| Red Bull Salzburg              | Zenit Saint Petersburg | Panathinaikos FC       |                  |
|                                | Feyenoord              | Grasshoppers           |                  |
| Segona ronda de classificació  |                        |                        |                  |
| Sparta Praga                   | FK Partizan            | HJK                    | Sutjeska Nikšić  |
| Steaua București               | Slovan Bratislava      | Zrinjski Mostar        | Rabotnički       |
| Maccabi Tel Aviv FC            | Strømsgodset           | Sheriff Tiraspol       | Skënderbeu Korçë |
| BATE Borisov                   | Ludogorets Razgrad     | St Patrick's Athletic  | Valletta         |
| Legia Varsòvia                 | Debrecen               | Žalgiris Vilnius       | F91 Dudelange    |
| Dinamo de Zagreb               | Maribor                | FC Aktobe              | Cliftonville     |
| Malmö FF                       | Dinamo Tbilisi         | Ventspils              | The New Saints   |
| Celtic FC                      | Qarabağ                | KR                     |                  |
| Primera ronda de classificació |                        |                        |                  |
| Levadia Tallinn                | HB                     | FC Santa Coloma        |                  |
| FC Banants                     | La Fiorita             | Lincoln Red Imps       |                  |

Notes
Sèrbia (SRB): L'Estrella Roja de Belgrad, campió de la lliga sèrbia, havia d'entrar a la segona ronda de classificació, però va ser eliminat a causa de la regulació del Fair Play financer. Per aquest motiu, la seva plaça la va ocupar el Partizan, segon classificat a la lliga.
Turquia (TUR): El Fenerbahçe SK, campió de la lliga ruca, havia d'entrar directament a la fase de grups de la Lliga de Campions, però com que encara dura la suspensió imposada arran de l'escàndol de corrupció del futbol turc de 2011, segueix sense poder competir. Per aquest motiu el seu lloc el va ocupar elAs a result, Galatasaray, segon classificat; el seu lloc, el va ocupar el Beşiktaş JK, que va entrar a la tercera ronda de classificació.

## Horaris i dates
Els horaris i dates de la competició són els següents (tots els sortejos es realitzen a la seu central de la UEFA a Nyon, Suïssa, tret que s'especifiqui el contrari).
| Fase          | Ronda                          | Sorteig                     | Partit d'anada                               | Partit de tornada                            |
| ------------- | ------------------------------ | --------------------------- | -------------------------------------------- | -------------------------------------------- |
| Classificació | Primera ronda de classificació | 23 de juny de 2014          | 1–2 de juliol de 2014                        | 8–9 de juliol de 2014                        |
| Classificació | Segona ronda de classificació  | 23 de juny de 2014          | 15–16 de juliol de 2014                      | 22–23 de juliol de 2014                      |
| Classificació | Tercera ronda de classificació | 18 de juliol de 2014        | 29–30 de juliol de 2014                      | 5–6 d'agost de 2014                          |
| Play-off      | Ronda de Play-off              | 8 d'agost de 2014           | 19–20 d'agost de 2014                        | 26–27 d'agost de 2014                        |
| Fase de grups | Primer partit                  | 28 d'agost de 2014 (Mònaco) | 16–17 de setembre de 2014                    | 16–17 de setembre de 2014                    |
| Fase de grups | Segon partit                   | 28 d'agost de 2014 (Mònaco) | 30 de setembre–1 d'octubre de 2014           | 30 de setembre–1 d'octubre de 2014           |
| Fase de grups | Tercer partit                  | 28 d'agost de 2014 (Mònaco) | 21–22 d'octubre de 2014                      | 21–22 d'octubre de 2014                      |
| Fase de grups | Quart partit                   | 28 d'agost de 2014 (Mònaco) | 4–5 de novembre de 2014                      | 4–5 de novembre de 2014                      |
| Fase de grups | Cinquè partit                  | 28 d'agost de 2014 (Mònaco) | 25–26 de novembre de 2014                    | 25–26 de novembre de 2014                    |
| Fase de grups | Sisè partit                    | 28 d'agost de 2014 (Mònaco) | 9–10 de desembre de 2014                     | 9–10 de desembre de 2014                     |
| Eliminatòries | Vuitens de final               | 15 de desembre de 2014      | 17–18 i 24–25 de febrer de 2015              | 10–11 i 17–18 de març de 2015                |
| Eliminatòries | Quarts de final                | 20 de març de 2015          | 14–15 d'abril de 2015                        | 21–22 d'abril de 2015                        |
| Eliminatòries | Semifinals                     | 24 d'abril de 2015          | 5–6 de maig de 2015                          | 12–13 de maig de 2015                        |
| Eliminatòries | Final                          | 24 d'abril de 2015          | 6 de juny de 2015 a l'Olympiastadion, Berlín | 6 de juny de 2015 a l'Olympiastadion, Berlín |

La final del 6 de juny pot complicar una mica als equips que hi arribin, ja que l'11 de juny comença la Copa Amèrica, i els jugadors que hi participin no podrien disputar la final de la lliga de campions.

## Fase de classificació
Durant la fase de classificació i la fase de play-off, els equips són dividits en caps de sèrie i no caps de sèrie, en funció del seu coeficient UEFA, i després es sorteja on es disputa el partit d'anada. Els equips d'una mateixa federació no poden jugar entre ells.

### Primera ronda de classificació
El sorteig de la primera ronda de classificació es va realitzar el 23 de juny de 2014. El primer partit es va disputar els dies 1 i 2 de juliol, mentre que el segon el dia 8.
| Equip 1          | Global  | Equip 2         | Anada | Tornada |
| ---------------- | ------- | --------------- | ----- | ------- |
| FC Santa Coloma  | 3–3 (c) | FC Banants      | 1–0   | 2–3     |
| Lincoln Red Imps | 3–6     | HB              | 1–1   | 2–5     |
| La Fiorita       | 0–8     | Levadia Tallinn | 0–1   | 0–7     |

### Segona ronda de classificació
Els partits d'anada es van disputar el 15 i 16 de juliol, i els de tornada el 22 i 23 del mateix mes.
| Equip 1            | Global  | Equip 2               | Anada | Tornada |
| ------------------ | ------- | --------------------- | ----- | ------- |
| BATE Borisov       | 1–1 (c) | Skënderbeu Korçë      | 0–0   | 1–1     |
| FC Santa Coloma    | 0–3[A]  | Maccabi Tel Aviv FC   | 0–1   | 0–2     |
| Dinamo Tbilisi     | 0–4     | FC Aktobe             | 0–1   | 0–3     |
| Zrinjski Mostar    | 0–2     | Maribor               | 0–0   | 0–2     |
| Sheriff Tiraspol   | 5–0     | Sutjeska Nikšić       | 2–0   | 3–0     |
| Sparta Praga       | 8–1     | Levadia Tallinn       | 7–0   | 1–1     |
| Malmö FF           | 1–0     | Ventspils             | 0–0   | 1–0     |
| Slovan Bratislava  | 3–0     | The New Saints        | 1–0   | 2–0     |
| KR                 | 0–5[B]  | Celtic FC             | 0–1   | 0–4     |
| Cliftonville       | 0–2     | Debrecen              | 0–0   | 0–2     |
| FK Partizan        | 6–1     | HB                    | 3–0   | 3–1     |
| Legia Varsòvia     | 6–1     | St Patrick's Athletic | 1–1   | 5–0     |
| Rabotnički         | 1–2     | HJK                   | 0–0   | 1–2     |
| Dinamo de Zagreb   | 4–0     | Žalgiris Vilnius      | 2–0   | 2–0     |
| Ludogorets Razgrad | 5–1     | F91 Dudelange         | 4–0   | 1–1     |
| Valletta           | 0–5     | Qarabağ               | 0–1   | 0–4     |
| Strømsgodset       | 0–3     | Steaua București      | 0–1   | 0–2     |

### Tercera ronda de classificació
La tercera ronda de classificació es va separar en dues seccions diferenciades; d'una banda, hi havia els campions de lliga (Ruta dels campions), de l'altra, els no campions (Ruta de la Lliga). Els equips que van ser eliminats en aquesta fase es classificaven per jugar la fase de play-off de la UEFA Europa League.
El sorteig de la tercera ronda de classificació es va realitzar el 18 de juliol de 2014. Els partits d'anada es van disputar el 29 i 30 de juliol, mentre que els de tornada el 5 i 6 d'agost de 2014.
| Equip 1               | Global             | Equip 2                | Anada              | Tornada            |                    |
| Ruta dels Campions    | Ruta dels Campions | Ruta dels Campions     | Ruta dels Campions | Ruta dels Campions | Ruta dels Campions |
| --------------------- | ------------------ | ---------------------- | ------------------ | ------------------ | ------------------ |
| Qarabağ               | 2–3                | Red Bull Salzburg      | 2–1                | 0–2                |                    |
| Debrecen              | 2–3                | BATE Borisov           | 1–0                | 1–3                |                    |
| Slovan Bratislava     | 2–1                | Sheriff Tiraspol       | 2–1                | 0–0                |                    |
| AaB                   | 2–1                | Dinamo de Zagreb       | 0–1                | 2–0                |                    |
| Legia Varsòvia        | 4–4 (c)            | Celtic FC              | 4–1                | 0–3[C]             |                    |
| FC Aktobe             | 3–4                | Steaua București       | 2–2                | 1–2                |                    |
| Maribor               | 3–2                | Maccabi Tel Aviv FC    | 1–0                | 2–2                |                    |
| HJK                   | 2–4                | APOEL FC               | 2–2                | 0–2                |                    |
| Sparta Prague         | 4–4 (c)            | Malmö FF               | 4–2                | 0–2                |                    |
| Ludogorets Razgrad    | 2–2 (c)            | FK Partizan            | 0–0                | 2–2                |                    |
| Ruta de la Lliga      |                    |                        |                    |                    |                    |
| AEL Limassol          | 1–3                | Zenit Saint Petersburg | 1–0                | 0–3                |                    |
| Dniprò Dnipropetrovsk | 0–2                | FC Copenhagen          | 0–0                | 0–2                |                    |
| Feyenoord             | 2–5                | Beşiktaş JK            | 1–2                | 1–3                |                    |
| Grasshoppers          | 1–3                | Lille OSC              | 0–2                | 1–1                |                    |
| Standard Liège        | 2–1                | Panathinaikos FC       | 0–0                | 2–1                |                    |

Notes
La UEFA va donar la victòria al Celtic FC per 3–0 davant del Legia Varsòvia perquè els polonesos havien fet jugar a Bartosz Bereszyński, durant la segona part, quan estava sancionat.

## Ronda eliminatòria
La ronda de play-off també va ser separada en dues vies: una per als campions (Ruta dels campions) i l'altra pels no campions (Ruta de la Lliga). Els equips eliminats van entrar directament a la fase de grups de la UEFA Europa League.
El sorteig es va realitzar el 8 d'agost de 2014. Els partits d'anada es van disputar el 19 i el 20 d'agost, mentre que els de tornada el 26 i 27 del mateix mes.
| Equip 1            | Global             | Equip 2                | Anada              | Tornada            |                    |
| Ruta dels Campions | Ruta dels Campions | Ruta dels Campions     | Ruta dels Campions | Ruta dels Campions | Ruta dels Campions |
| ------------------ | ------------------ | ---------------------- | ------------------ | ------------------ | ------------------ |
| Maribor            | 2–1                | Celtic FC              | 1–1                | 1–0                |                    |
| Red Bull Salzburg  | 2–4                | Malmö FF               | 2–1                | 0–3                |                    |
| AaB                | 1–5                | APOEL FC               | 1–1                | 0–4                |                    |
| Steaua București   | 1–1 (5–6 p)        | Ludogorets Razgrad     | 1–0                | 0–1                |                    |
| Slovan Bratislava  | 1–4                | BATE Borisov           | 1–1                | 0–3                |                    |
| Ruta de la Lliga   |                    |                        |                    |                    |                    |
| Beşiktaş JK        | 0–1                | Arsenal FC             | 0–0                | 0–1                |                    |
| Standard Liège     | 0–4                | Zenit Saint Petersburg | 0–1                | 0–3                |                    |
| FC Copenhagen      | 2–7                | Bayer Leverkusen       | 2–3                | 0–4                |                    |
| Lille OSC          | 0–3                | FC Porto               | 0–1                | 0–2                |                    |
| SSC Napoli         | 2–4                | Athletic Club          | 1–1                | 1–3                |                    |

## Fase de grups
El sorteig per la fase de grups es va realitzar a Mònaco el 28 d'agost de 2014. Els 32 equips participants estaven dividits en quatre pots diferents, en funció del seu coeficient UEFA, amb el vigent campió situat en el Pot 1 automàticament. Es van sortejar fins a 8 grups amb quatre equips cada un, amb l'única restricció que no hi podia haver dos equips d'una mateixa federació en un dels grups.
En cada grup, els equips havien de jugar contra els altres tres en dues ocasions, tant com a locals com com a visitants. Els dies de partit escollits van ser el 16-17 de setembre, el 30 de setembre-1 d'octubre, el 21–22 d'octubre, el 4–5 de novembre, el 25–26 de novembre, i el 9-10 de desembre de 2014. Els campions de grup i els segons classificats avançarien cap a la fase d'eliminatòries, mentre que els tercers classificats passarien a disputar les eliminatòries de l'Europa League.
En aquesta edició, fins a un total de 18 estats tenien representació en la fase de grups de la Lliga de Campions. A més a més, el Ludogorets Razgrad i el Malmö FF van aconseguir arribar-hi per primer cop en la seva història, estrenant-se així en la fase final d'aquesta competició.
Els equips que es van classificar per aquesta fase de grups també participaven en la Lliga Juvenil de la UEFA 2014-15, una competició per a joves de 19 anys o menys dels filials de cada club.
| Llegenda                                                                        |
| ------------------------------------------------------------------------------- |
| Els primers i els segons classificats passen a la següent ronda                 |
| Els tercers classificats passen a la fase eliminatòria de la UEFA Europa League |

### Grup A
| Equip             | PJ | PG | PE | PP | GF | GC | DG  | Pt |
| ----------------- | -- | -- | -- | -- | -- | -- | --- | -- |
| Atlètic de Madrid | 6  | 4  | 1  | 1  | 14 | 3  | +11 | 13 |
| Juventus FC       | 6  | 3  | 1  | 2  | 7  | 4  | +3  | 10 |
| Olympiakos FC     | 6  | 3  | 0  | 3  | 10 | 13 | -3  | 9  |
| Malmö FF          | 6  | 1  | 0  | 5  | 4  | 15 | -11 | 3  |

|                   | ATM | JUV | OLP | MAL |
| ----------------- | --- | --- | --- | --- |
| Atlètic de Madrid | –   | 1-0 | 4-0 | 5-0 |
| Juventus FC       | 0-0 | –   | 3-2 | 2-0 |
| Olympiakos FC     | 3-2 | 1-0 | –   | 4-2 |
| Malmö FF          | 0-2 | 0-2 | 2-0 | –   |

### Grup B
| Equip           | PJ | PG | PE | PP | GF | GC | DG  | Pt |
| --------------- | -- | -- | -- | -- | -- | -- | --- | -- |
| Reial Madrid CF | 6  | 6  | 0  | 0  | 16 | 2  | +14 | 18 |
| FC Basel        | 6  | 2  | 1  | 3  | 7  | 8  | -1  | 7  |
| Liverpool       | 6  | 1  | 2  | 3  | 5  | 8  | -4  | 5  |
| Ludogorets      | 6  | 1  | 1  | 4  | 5  | 14 | -9  | 4  |

|                 | RMD | BAS | LVP | LUD |
| --------------- | --- | --- | --- | --- |
| Reial Madrid CF | –   | 5-1 | 1-0 | 4-0 |
| FC Basel        | 0-1 | –   | 1-0 | 4-0 |
| Liverpool FC    | 0-3 | 1-1 | –   | 2-1 |
| Ludogorets      | 1-2 | 1-0 | 2-2 | –   |

### Grup C
| Equip                  | PJ | PG | PE | PP | GF | GC | DG | Pt |
| ---------------------- | -- | -- | -- | -- | -- | -- | -- | -- |
| Mònaco                 | 6  | 3  | 2  | 1  | 4  | 1  | +3 | 11 |
| Bayer Leverkusen       | 6  | 3  | 1  | 2  | 7  | 4  | +3 | 10 |
| Zenit Saint Petersburg | 6  | 2  | 1  | 3  | 4  | 6  | -2 | 7  |
| SL Benfica             | 6  | 1  | 2  | 3  | 2  | 6  | -4 | 5  |

|            | MNC | BLV | ZSP | BEN |
| ---------- | --- | --- | --- | --- |
| Mònaco     | –   | 1-0 | 2-0 | 0-0 |
| Leverkusen | 0-1 | –   | 2-0 | 3-1 |
| Zenit      | 0-0 | 1-2 | –   | 1-0 |
| SL Benfica | 1-0 | 0-0 | 0-2 | –   |

### Grup D
| Equip             | PJ | PG | PE | PP | GF | GC | DG  | Pt |
| ----------------- | -- | -- | -- | -- | -- | -- | --- | -- |
| Borussia Dortmund | 6  | 4  | 1  | 1  | 14 | 4  | +10 | 13 |
| Arsenal FC        | 6  | 4  | 1  | 1  | 15 | 8  | +7  | 13 |
| RSC Anderlecht    | 6  | 1  | 3  | 2  | 8  | 10 | -2  | 6  |
| Galatasaray       | 6  | 0  | 1  | 5  | 4  | 19 | -15 | 1  |

|                | BOR | ARS | AND | GAL |
| -------------- | --- | --- | --- | --- |
| Dortmund       | –   | 2-0 | 1-1 | 4-1 |
| Arsenal FC     | 2-0 | –   | 3-3 | 4-1 |
| RSC Anderlecht | 0-3 | 1-2 | –   | 2-0 |
| Galatasaray    | 0-4 | 1-4 | 1-1 | –   |

### Grup E
| Equip              | PJ | PG | PE | PP | GF | GC | DG  | Pt |
| ------------------ | -- | -- | -- | -- | -- | -- | --- | -- |
| Bayern München     | 6  | 5  | 0  | 1  | 16 | 4  | +12 | 15 |
| Manchester City FC | 6  | 2  | 2  | 2  | 9  | 8  | +1  | 8  |
| AS Roma            | 6  | 1  | 2  | 3  | 8  | 14 | -6  | 5  |
| CSKA Moscou        | 6  | 1  | 2  | 2  | 6  | 13 | -7  | 5  |

|                | BAY | MNC | CSK | ROM |
| -------------- | --- | --- | --- | --- |
| Bayern München | –   | 1-0 | 3-0 | 2-0 |
| Manchester     | 3-2 | –   | 1-2 | 1-1 |
| CSKA Moscou    | 0-1 | 2-2 | –   | 1-1 |
| AS Roma        | 1-7 | 0-2 | 5-1 | –   |

### Grup F
| Equip                  | PJ | PG | PE | PP | GF | GC | DG  | Pt |
| ---------------------- | -- | -- | -- | -- | -- | -- | --- | -- |
| FC Barcelona           | 6  | 5  | 0  | 1  | 15 | 5  | +10 | 15 |
| Paris Saint-Germain FC | 6  | 4  | 1  | 1  | 10 | 7  | +3  | 13 |
| AFC Ajax               | 6  | 1  | 2  | 3  | 8  | 10 | -2  | 5  |
| APOEL FC               | 6  | 0  | 1  | 5  | 1  | 12 | -11 | 1  |

|               | BAR | PSG | AJA | APO |
| ------------- | --- | --- | --- | --- |
| FC Barcelona  | –   | 3-1 | 3-1 | 1-0 |
| Saint-Germain | 3-2 | –   | 3-1 | 1-0 |
| AFC Ajax      | 0-2 | 1-1 | –   | 4-0 |
| APOEL FC      | 0-4 | 0-1 | 1-1 | –   |

### Grup G
| Equip         | PJ | PG | PE | PP | GF | GC | DG  | Pt |
| ------------- | -- | -- | -- | -- | -- | -- | --- | -- |
| Chelsea FC    | 6  | 4  | 2  | 0  | 17 | 3  | +14 | 14 |
| FC Schalke 04 | 6  | 2  | 2  | 2  | 9  | 14 | -5  | 8  |
| Sporting CP   | 6  | 2  | 1  | 3  | 12 | 12 | 0   | 7  |
| Maribor       | 6  | 0  | 3  | 3  | 4  | 13 | -9  | 3  |

|               | CHE | SCH | SCP | MAR |
| ------------- | --- | --- | --- | --- |
| Chelsea FC    | –   | 1-1 | 3-1 | 6-0 |
| FC Schalke 04 | 0-5 | –   | 4-3 | 1-1 |
| Sporting CP   | 0-1 | 4-2 | –   | 3-1 |
| Maribor       | 1-1 | 0-1 | 1-1 | –   |

### Grup H
| Equip              | PJ | PG | PE | PP | GF | GC | DG  | Pt |
| ------------------ | -- | -- | -- | -- | -- | -- | --- | -- |
| FC Porto           | 6  | 4  | 2  | 0  | 16 | 4  | +12 | 14 |
| FC Xakhtar Donetsk | 6  | 2  | 3  | 1  | 15 | 4  | +11 | 9  |
| Athletic Club      | 6  | 2  | 1  | 3  | 5  | 6  | -1  | 7  |
| BATE Borisov       | 6  | 1  | 0  | 5  | 2  | 24 | -22 | 3  |

|               | POR | DON | ATB | BAT |
| ------------- | --- | --- | --- | --- |
| FC Porto      | –   | 1-1 | 2-1 | 6-0 |
| Shakhtar      | 2-2 | –   | 0-1 | 5-0 |
| Athletic Club | 0-2 | 0-0 | –   | 2-0 |
| BATE Borisov  | 0-3 | 0-7 | 2-1 | –   |

## Fase final

### Vuitens de final
El sorteig se celebrà el 15 de desembre de 2014. L'anada es disputà el 17, 18, 24 i 25 de febrer, i la tornada el 10, 11, 17 i 18 de març de 2015.
| Equip 1             | Global      | Equip 2           | Anada | Tornada |
| ------------------- | ----------- | ----------------- | ----- | ------- |
| Paris Saint-Germain | 3–3 (c)     | Chelsea FC        | 1–1   | 2–2     |
| Manchester City     | 1–3         | FC Barcelona      | 1–2   | 0–1     |
| Bayer Leverkusen    | 1–1 (2–3 p) | Atlètic Madrid    | 1–0   | 0–1     |
| Juventus FC         | 5–1         | Borussia Dortmund | 2–1   | 3–0     |
| FC Schalke 04       | 4–5         | Reial Madrid CF   | 0–2   | 4–3     |
| FC Xakhtar Donetsk  | 0–7         | Bayern München    | 0–0   | 0–7     |
| Arsenal FC          | 3–3 (c)     | AS Monaco         | 1–3   | 2–0     |
| FC Basel            | 1–5         | FC Porto          | 1–1   | 0–4     |

#### Partits
| Paris Saint-Germain FC | 1–1     | Chelsea FC   |
| ---------------------- | ------- | ------------ |
| Cavani 54'             | Informe | 36' Ivanović |

| Chelsea FC                   | 2–2     | Paris Saint-Germain         |
| ---------------------------- | ------- | --------------------------- |
| Cahill 81' · Hazard 96' (p.) | Informe | 86' David Luiz · 114' Silva |

L'eliminatòria acaba 3 a 3, però Paris Saint-Germain es classifica pels gols en camp contrari.
| Manchester City | 1–2     | FC Barcelona    |
| --------------- | ------- | --------------- |
| Agüero 69'      | Informe | 16', 30' Suárez |

| FC Barcelona | 1–0     | Manchester City |
| ------------ | ------- | --------------- |
| Rakitić 31'  | Informe |                 |

Barcelona es classifica amb un total de 3-1.
| Bayer Leverkusen | 1–0     | Atlètic Madrid |
| ---------------- | ------- | -------------- |
| Çalhanoğlu 57'   | Informe |                |

| Atlètic Madrid                                      | 1–0     | Bayer Leverkusen                                  |
| --------------------------------------------------- | ------- | ------------------------------------------------- |
| M. Suárez 27'                                       | Informe |                                                   |
| Tanda de penals                                     |         |                                                   |
| Raúl García · Griezmann · M. Suárez · Koke · Torres | 4-5     | Çalhanoğlu · Rofles · Toprak · Castro · Kiessling |

### Quarts de final
El sorteig dels enfrontaments de quarts es realitzà el dia 20 de març del 2015. L'anada de quarts es jugarà els dies 14 i 15 d'abril, i la tornada els dies 21 i 22 d'abril del 2015.
| Equip 1                | Global | Equip 2         | Anada | Tornada |
| ---------------------- | ------ | --------------- | ----- | ------- |
| Atlètic de Madrid      | 0-1    | Reial Madrid    | 0-0   | 0-1     |
| Juventus FC            | 1-0    | Mònaco FC       | 1-0   | 0-0     |
| Paris Saint-Germain FC | 1-5    | FC Barcelona    | 1-3   | 0-2     |
| Porto FC               | 4-7    | FC Bayern Múnic | 3-1   | 1-6     |

### Semifinals
El sorteig dels enfrontaments de semifinals i final (quin equip jugarà com a 'local') se celebrà el dia 24 d'abril del 2015. L'anada es jugà els dies 5 i 6 de maig, i la tornada els dies 12 i 13 de maig del 2015.
| Equip 1      | Global | Equip 2            | Anada | Tornada |
| ------------ | ------ | ------------------ | ----- | ------- |
| FC Barcelona | 5-3    | FC Bayern de Múnic | 3-0   | 2-3     |
| Juventus FC  | 3-2    | Reial Madrid       | 2-1   | 1-1     |

| FC Barcelona                  | 3-0     | FC Bayern de Múnic |
| ----------------------------- | ------- | ------------------ |
| Messi 77', 80' · Neymar 90+4' | Informe |                    |

| FC Bayern de Múnic                        | 3-2     | FC Barcelona    |
| ----------------------------------------- | ------- | --------------- |
| Benatia 7' · Lewandowski 59' · Müller 74' | Informe | 15', 29' Neymar |

Barcelona es classifica amb un total de 5-3.
| Juventus FC                | 2-1     | Reial Madrid |
| -------------------------- | ------- | ------------ |
| Morata 8' · Tévez 58' (p.) | Informe | 27' Ronaldo  |

| Reial Madrid     | 1-1     | Juventus FC |
| ---------------- | ------- | ----------- |
| Ronaldo 23' (p.) | Informe | 57' Morata  |

Juventus es classifica amb un total de 3-2.

#### Final
| Juventus FC | 1-3    | FC Barcelona                           |
| ----------- | ------ | -------------------------------------- |
| Morata 55'  | Report | 4' Rakitic · 68' Suárez · 90+7' Neymar |

| Juventus | Barcelona |

| JUVENTUS:            |    |                           |     |     |
|                      |    |                           |     |     |
| POR                  | 1  | Gianluigi Buffon (capità) |     |     |
| DEF                  | 26 | Stephan Lichtsteiner      |     |     |
| DEF                  | 15 | Andrea Barzagli           |     |     |
| DEF                  | 19 | Leonardo Bonucci          |     |     |
| DEF                  | 33 | Patrice Evra              |     | 89' |
| CEN                  | 21 | Andrea Pirlo              |     |     |
| CEN                  | 8  | Claudio Marchisio         |     |     |
| CEN                  | 6  | Paul Pogba                | 41' |     |
| CEN                  | 23 | Arturo Vidal              | 11' | 85' |
| DAV                  | 10 | Carlos Tévez              |     |     |
| DAV                  | 9  | Alvaro Morata             |     | 85' |
| Substituts:          |    |                           |     |     |
| POR                  | 20 | Marco Storari             |     |     |
| DEF                  | 5  | Angelo Ogbonna            |     |     |
| CEN                  | 46 | Simone Padoin             |     |     |
| CEN                  | 37 | Roberto Pereyra           |     | 79' |
| CEN                  | 27 | Stefano Sturaro           |     |     |
| DAV                  | 11 | Kingsley Coman            |     | 89' |
| DAV                  | 14 | Fernando Llorente         |     | 85' |
| Entrenador:          |    |                           |     |     |
| Massimiliano Allegri |    |                           |     |     |

| BARCELONA:   |    |                         |     |       |
|              |    |                         |     |       |
| POR          | 1  | Marc-André ter Stegen   |     |       |
| DEF          | 22 | Dani Alves              |     |       |
| DEF          | 3  | Gerard Piqué            |     |       |
| DEF          | 14 | Javier Mascherano       |     |       |
| DEF          | 18 | Jordi Alba              |     |       |
| CEN          | 4  | Ivan Rakitić            |     | 90+1' |
| CEN          | 5  | Sergi Busquets          |     |       |
| CEN          | 8  | Andrés Iniesta (capità) |     | 78'   |
| DAV          | 10 | Lionel Messi            |     |       |
| DAV          | 9  | Luis Suárez             | 70' | 90+6' |
| DAV          | 11 | Neymar                  |     |       |
| Substituts:  |    |                         |     |       |
| POR          | 13 | Claudio Bravo           |     |       |
| DEF          | 24 | Jérémy Mathieu          |     | 90+1' |
| DEF          | 15 | Marc Bartra             |     |       |
| DEF          | 21 | Adriano                 |     |       |
| CEN          | 6  | Xavi                    |     | 78'   |
| CEN          | 12 | Rafinha Alcântara       |     |       |
| DAV          | 7  | Pedro Rodríguez         |     | 90+6' |
| Entrenador:  |    |                         |     |       |
| Luis Enrique |    |                         |     |       |

| Home del partit segons la UEFA: Andrés Iniesta Home del partit segons els seguidors: Lionel Messi |

### Quadre resum
|  | Vuitens de final                                  | Vuitens de final                                  | Vuitens de final                                  |                  |                   | Quarts de final                 | Quarts de final                 | Quarts de final                 |  |              | Semifinals                    | Semifinals                    | Semifinals                    |  |             | Final     | Final     |  |
|  | 17, 18, 24 i 25 de febrer 10, 11, 17 i 18 de març | 17, 18, 24 i 25 de febrer 10, 11, 17 i 18 de març | 17, 18, 24 i 25 de febrer 10, 11, 17 i 18 de març |                  |                   | 14 i 15 d'abril 21 i 22 d'abril | 14 i 15 d'abril 21 i 22 d'abril | 14 i 15 d'abril 21 i 22 d'abril |  |              | 5 i 6 de maig 12 i 13 de maig | 5 i 6 de maig 12 i 13 de maig | 5 i 6 de maig 12 i 13 de maig |  |             | 6 de juny | 6 de juny |  |
|  |                                                   |                                                   |                                                   |                  |                   |                                 |                                 |                                 |  |              |                               |                               |                               |  |             |           |           |  |
|  | Juventus FC                                       | 2                                                 | 3                                                 |                  |                   |                                 |                                 |                                 |  |              |                               |                               |                               |  |             |           |           |  |
|  | Borussia Dortmund                                 | 1                                                 | 0                                                 |                  |                   |                                 |                                 |                                 |  |              |                               |                               |                               |  |             |           |           |  |
|  | Borussia Dortmund                                 | 1                                                 | 0                                                 |                  | Juventus FC       | 1                               | 0                               |                                 |  |              |                               |                               |                               |  |             |           |           |  |
|  |                                                   |                                                   |                                                   |                  | Juventus FC       | 1                               | 0                               |                                 |  |              |                               |                               |                               |  |             |           |           |  |
|  |                                                   | Monaco                                            | 0                                                 | 0                |                   |                                 |                                 |                                 |  |              |                               |                               |                               |  |             |           |           |  |
|  | Arsenal FC                                        | Monaco                                            | 0                                                 | 0                | 1                 | 2                               |                                 |                                 |  |              |                               |                               |                               |  |             |           |           |  |
|  | Arsenal FC                                        |                                                   |                                                   |                  | 1                 | 2                               |                                 |                                 |  |              |                               |                               |                               |  |             |           |           |  |
|  | Monaco                                            | 3                                                 | 0                                                 |                  |                   |                                 |                                 |                                 |  |              |                               |                               |                               |  |             |           |           |  |
|  | Monaco                                            | 3                                                 | 0                                                 |                  |                   |                                 |                                 |                                 |  | Juventus FC  | 2                             | 1                             |                               |  |             |           |           |  |
|  |                                                   |                                                   |                                                   |                  |                   |                                 |                                 |                                 |  |              | 2                             | 1                             |                               |  |             |           |           |  |
|  | Reial Madrid CF                                   | 1                                                 | 1                                                 |                  |                   |                                 |                                 |                                 |  |              |                               |                               |                               |  |             |           |           |  |
|  | Reial Madrid CF                                   | 1                                                 | 1                                                 | Bayer Leverkusen | 1                 | 0                               |                                 |                                 |  |              |                               |                               |                               |  |             |           |           |  |
|  |                                                   |                                                   |                                                   | Bayer Leverkusen | 1                 | 0                               |                                 |                                 |  |              |                               |                               |                               |  |             |           |           |  |
|  | Atlètic de Madrid                                 | 0                                                 | 1                                                 |                  |                   |                                 |                                 |                                 |  |              |                               |                               |                               |  |             |           |           |  |
|  | Atlètic de Madrid                                 | 0                                                 | 1                                                 |                  | Atlètic de Madrid | 0                               | 0                               |                                 |  |              |                               |                               |                               |  |             |           |           |  |
|  |                                                   |                                                   |                                                   |                  | Atlètic de Madrid | 0                               | 0                               |                                 |  |              |                               |                               |                               |  |             |           |           |  |
|  |                                                   | Reial Madrid CF                                   | 0                                                 | 1                |                   |                                 |                                 |                                 |  |              |                               |                               |                               |  |             |           |           |  |
|  | FC Schalke 04                                     | Reial Madrid CF                                   | 0                                                 | 1                | 0                 | 4                               |                                 |                                 |  |              |                               |                               |                               |  |             |           |           |  |
|  | FC Schalke 04                                     |                                                   |                                                   |                  | 0                 | 4                               |                                 |                                 |  |              |                               |                               |                               |  |             |           |           |  |
|  | Reial Madrid CF                                   | 2                                                 | 3                                                 |                  |                   |                                 |                                 |                                 |  |              |                               |                               |                               |  |             |           |           |  |
|  | Reial Madrid CF                                   | 2                                                 | 3                                                 |                  |                   |                                 |                                 |                                 |  |              |                               |                               |                               |  | Juventus FC | 1         |           |  |
|  |                                                   |                                                   |                                                   |                  |                   |                                 |                                 |                                 |  |              |                               |                               |                               |  |             | 1         |           |  |
|  | FC Barcelona                                      | 3                                                 |                                                   |                  |                   |                                 |                                 |                                 |  |              |                               |                               |                               |  |             |           |           |  |
|  | FC Barcelona                                      | 3                                                 | PSG                                               | 1                | 2                 |                                 |                                 |                                 |  |              |                               |                               |                               |  |             |           |           |  |
|  |                                                   |                                                   | PSG                                               | 1                | 2                 |                                 |                                 |                                 |  |              |                               |                               |                               |  |             |           |           |  |
|  | Chelsea FC                                        | 1                                                 | 2                                                 |                  |                   |                                 |                                 |                                 |  |              |                               |                               |                               |  |             |           |           |  |
|  | Chelsea FC                                        | 1                                                 | 2                                                 |                  | PSG               | 1                               | 0                               |                                 |  |              |                               |                               |                               |  |             |           |           |  |
|  |                                                   |                                                   |                                                   |                  | PSG               | 1                               | 0                               |                                 |  |              |                               |                               |                               |  |             |           |           |  |
|  |                                                   | FC Barcelona                                      | 3                                                 | 2                |                   |                                 |                                 |                                 |  |              |                               |                               |                               |  |             |           |           |  |
|  | Manchester City FC                                | FC Barcelona                                      | 3                                                 | 2                | 1                 | 0                               |                                 |                                 |  |              |                               |                               |                               |  |             |           |           |  |
|  | Manchester City FC                                |                                                   |                                                   |                  | 1                 | 0                               |                                 |                                 |  |              |                               |                               |                               |  |             |           |           |  |
|  | FC Barcelona                                      | 2                                                 | 1                                                 |                  |                   |                                 |                                 |                                 |  |              |                               |                               |                               |  |             |           |           |  |
|  | FC Barcelona                                      | 2                                                 | 1                                                 |                  |                   |                                 |                                 |                                 |  | FC Barcelona | 3                             | 2                             |                               |  |             |           |           |  |
|  |                                                   |                                                   |                                                   |                  |                   |                                 |                                 |                                 |  |              | 3                             | 2                             |                               |  |             |           |           |  |
|  | FC Bayern de Múnic                                | 0                                                 | 3                                                 |                  |                   |                                 |                                 |                                 |  |              |                               |                               |                               |  |             |           |           |  |
|  | FC Bayern de Múnic                                | 0                                                 | 3                                                 | FC Basel         | 1                 | 0                               |                                 |                                 |  |              |                               |                               |                               |  |             |           |           |  |
|  |                                                   |                                                   |                                                   | FC Basel         | 1                 | 0                               |                                 |                                 |  |              |                               |                               |                               |  |             |           |           |  |
|  | FC Porto                                          | 1                                                 | 4                                                 |                  |                   |                                 |                                 |                                 |  |              |                               |                               |                               |  |             |           |           |  |
|  | FC Porto                                          | 1                                                 | 4                                                 |                  | FC Porto          | 3                               | 1                               |                                 |  |              |                               |                               |                               |  |             |           |           |  |
|  |                                                   |                                                   |                                                   |                  | FC Porto          | 3                               | 1                               |                                 |  |              |                               |                               |                               |  |             |           |           |  |
|  |                                                   | FC Bayern de Múnic                                | 1                                                 | 6                |                   |                                 |                                 |                                 |  |              |                               |                               |                               |  |             |           |           |  |
|  | Xakhtar                                           | FC Bayern de Múnic                                | 1                                                 | 6                | 0                 | 0                               |                                 |                                 |  |              |                               |                               |                               |  |             |           |           |  |
|  | Xakhtar                                           |                                                   |                                                   |                  | 0                 | 0                               |                                 |                                 |  |              |                               |                               |                               |  |             |           |           |  |
|  | FC Bayern de Múnic                                | 0                                                 | 7                                                 |                  |                   |                                 |                                 |                                 |  |              |                               |                               |                               |  |             |           |           |  |

|                              |
|                              |
|                              |
| Campió FC Barcelona 5è títol |

## Estadístiques

### Màxims golejadors

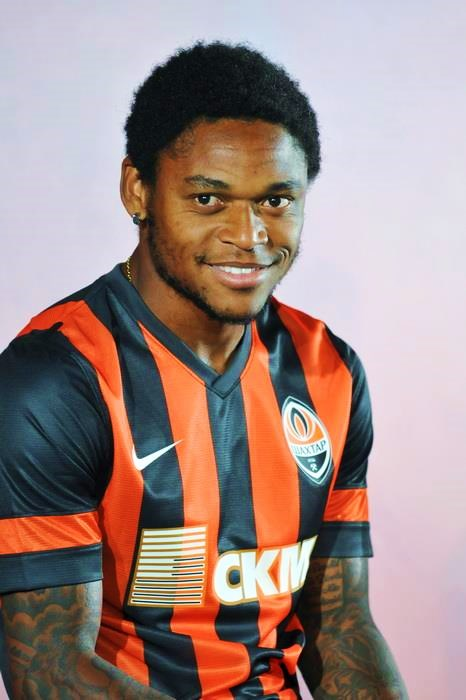
Luiz Adriano, del Shakhtar, esdevingué el primer jugador en marcar dos hat-tricks en partits consecutius de la fase de grups de la Champions League, ambdós contra el BATE Borisov.

| Rang | Jugador            | Equip                  | Gols | Minuts jugats |
| ---- | ------------------ | ---------------------- | ---- | ------------- |
| 1    | Neymar             | FC Barcelona           | 10   | 1026          |
| 1    | Cristiano Ronaldo  | Reial Madrid CF        | 10   | 1065          |
| 1    | Lionel Messi       | FC Barcelona           | 10   | 1147          |
| 4    | Luiz Adriano       | FC Xakhtar Donetsk     | 9    | 628           |
| 5    | Jackson Martínez   | FC Porto               | 7    | 629           |
| 5    | Thomas Müller      | Bayern München         | 7    | 777           |
| 5    | Luis Suárez        | FC Barcelona           | 7    | 827           |
| 5    | Carlos Tevez       | Juventus FC            | 7    | 1156          |
| 9    | Sergio Agüero      | Manchester City FC     | 6    | 550           |
| 9    | Karim Benzema      | Reial Madrid CF        | 6    | 664           |
| 9    | Edinson Cavani     | Paris Saint-Germain FC | 6    | 920           |
| 9    | Robert Lewandowski | Bayern München         | 6    | 932           |

Font: UEFA.com

### Màxims assistents
| Rang | Jugador                | Equip             | Assistències | Minuts jugats |
| ---- | ---------------------- | ----------------- | ------------ | ------------- |
| 1    | Lionel Messi           | FC Barcelona      | 6            | 1147'         |
| 2    | Bastian Schweinsteiger | Bayern München    | 4            | 456'          |
| 3    | Cesc Fàbregas          | Chelsea FC        | 4            | 696'          |
| 4    | Andrés Iniesta         | FC Barcelona      | 4            | 712'          |
| 5    | Koke Resurreccion      | Atlètic de Madrid | 4            | 833'          |
| 6    | Dani Alves             | FC Barcelona      | 4            | 871'          |
| 7    | Cristiano Ronaldo      | Reial Madrid CF   | 4            | 1065'         |
| 8    | Pajtim Kasami          | Olympiakos FC     | 3            | 391'          |
| 9    | Eden Hazard            | Chelsea FC        | 3            | 654'          |
| 10   | Fabian Frei            | FC Basel          | 3            | 670'          |
| 11   | Yacine Brahimi         | FC Porto          | 3            | 682'          |
| 12   | Luis Suárez            | FC Barcelona      | 3            | 827'          |

d'acord amb la pàgina oficial de la competició)

### Equip ideal del torneig
El grup d'estudi tècnic de la UEFA seleccionà els següents 18 jugadors com l'equip del torneig:
| Pos. | Jugador               | Equip           |
| ---- | --------------------- | --------------- |
| POR  | Gianluigi Buffon      | Juventus FC     |
| POR  | Marc-André ter Stegen | FC Barcelona    |
| DEF  | Gerard Piqué          | FC Barcelona    |
| DEF  | Javier Mascherano     | FC Barcelona    |
| DEF  | Jordi Alba            | FC Barcelona    |
| DEF  | Branislav Ivanović    | Chelsea FC      |
| DEF  | Giorgio Chiellini     | Juventus FC     |
| MIG  | Sergio Busquets       | FC Barcelona    |
| MIG  | Andrés Iniesta        | FC Barcelona    |
| MIG  | Toni Kroos            | Reial Madrid CF |
| MIG  | Ivan Rakitić          | FC Barcelona    |
| MIG  | Andrea Pirlo          | Juventus FC     |
| MIG  | Claudio Marchisio     | Juventus FC     |
| DAV  | Lionel Messi          | FC Barcelona    |
| DAV  | Neymar                | FC Barcelona    |
| DAV  | Luis Suárez           | FC Barcelona    |
| DAV  | Álvaro Morata         | Juventus FC     |
| DAV  | Cristiano Ronaldo     | Reial Madrid CF |